# Siphonognathus beddomei
Siphonognathus beddomei е вид бодлоперка от семейство Odacidae. Видът не е застрашен от изчезване.

## Разпространение и местообитание
Разпространен е в Австралия (Виктория, Западна Австралия, Тасмания и Южна Австралия).
Обитава крайбрежията на полусолени водоеми, морета и рифове. Среща се на дълбочина от 1 до 12 m, при температура на водата около 15,3 °C и соленост 35,5 ‰.

## Описание
На дължина достигат до 12 cm.